# Indol-3-karbinol
Indol-3-karbinol je organsko jedinjenje, koje sadrži 9 atoma ugljenika i ima molekulsku masu od 147,174 .
Indol 3 karbinol ili I3C se dobija rezlaganjem (enzimskom hidrolizom) glukozinata glukobarsicina (jedinjenje koje u sebi sadrži sumpor) i koje se pretežno nalazi u lisnatom povrću.  To su kupus, karfiol, brokoli, kelj i prokelj.
Indol-3-karbinol primena u medicini
Indol 3 karbinol ima takođe uticaj na smanjenje proizvodnje mnogih enzima koji su direktno povezani sa nekim kancerogenim procesima. Ovaj preparat smanjuje koncentraciju alfatoksina u organizmu koji je izraziti karcinogen i koji direktno utiče na razvoj i nastanak kancera. Takođe indol 3 karbinol utiče na apoptozu proces u kome kancerogene ćelije izvršavaju samouništenje.
Indol-3-karbinol i njegov uticaj na hormonski tip kancera
Indol-3-karbinol pokazuju svoja antikacerogena svojstva kroz anti-estrogesnku aktivnost.
Od 1990 godina do dana današnjeg izvršeno je oko 120 naučnih studija o preparatu indol 3 karbinolu i njegovom uticaju na kancerogena oboljenja poput kancera dojke, kancera respiratornog sistema i nekih ženskih tipova kancera poput kancera materice i jajnika uslovljenih povećanom koncentracijom estrogena.

## Osobine
| Osobina                  | Vrednost |
| ------------------------ | -------- |
| Broj akceptora vodonika  | 1        |
| Broj donora vodonika     | 2        |
| Broj rotacionih veza     | 1        |
| Particioni koeficijent ( | 1,5      |
| Rastvorljivost (logS, log(mol/L))       | -1,9     |
| Polarna površina (PSA, Å2)  | 36,0     |

## Literatura
- Clayden, Jonathan; Greeves, Nick; Warren, Stuart; Wothers, Peter (2001). Organic Chemistry (I изд.). Oxford University Press. ISBN 978-0-19-850346-0.
- Smith, Michael B.; March, Jerry (2007). Advanced Organic Chemistry: Reactions, Mechanisms, and Structure (6th изд.). New York: Wiley-Interscience. ISBN 0-471-72091-7.
- Katritzky A.R.; Pozharskii A.F. (2000). Handbook of Heterocyclic Chemistry (Second изд.). Academic Press. ISBN 0080429882.